# Флаг Бермудских Островов
Флаг Бермуд — флаг заморской территории Великобритании Бермудские острова, который был принят 4 октября 1910 года с изменениями в 1967 и 1999 гг.
Национальный флаг Бермуд отличается от флагов других заморских территорий, для которых характерно использование синего английского кормового флага. Флаг Бермуд представляет собой красный английский морской торговый флаг с гербом Бермуд в нижней правой части. Лев держит щит, на котором изображено крушение фрегата Вирджинской компании Морская удача (англ. Sea Venture), затонувшего в 1609 у берегов Бермуд. Все его пассажиры спаслись, основав первое поселение на островах.